# Erdélyi Iván
Erdélyi Iván (Győr, 1918. június 3. – Győr, 1996. november 12.) ügyvéd.

## Családi háttér
- Szülők : Dr. Erdélyi Iván, Drobni Ida.
- Testvérei: György és Mihály.
- Gyermekei: Iván (1945), Katalin (1947), Gábor (1948), György (1953), Leonóra (1965), Anikó(1967)

## Tanulmányok
A győri Czuczor Gergely Bencés Gimnáziumban érettségizett 1936-ban. 1940-ben Budapesten a Kir. Magyar Pázmány Péter Tudományegyetemen szerzett jogi végzettséget. 1946–47-ben ügyvédjelölt volt dr. Drobni Lajos irodájában.

## Életút
1947-től önálló ügyvédi irodát nyitott, majd 1951-től 1957-ig az 1. számú Ügyvédi Munkaközösség tagja, 1951-től a Győri Ügyvédi Kamara pénztárosa.
1956. október 31-én az ügyvédi kamara választmányi ülésének résztvevőjeként tiltakozott a törvénytelenségek ellen. Az 1956-os jogászgyűlésen való részvételéért a Pécsi Megyei Bíróság 2 év 6 hónapi börtönre itélte.Büntetését Győrött, Budapesten a Markó utcai börtönben, Állampusztán és Márianosztrán töltötte. 
1959. április 4-én közkegyelemmel szabadult.
1964-ig raktáros volt a Győri Asztalosipari Ktsz-ben. 1964-től 1969-ig a Rába Magyar Vagon- és Gépgyár, 1970-től 1981-ig a MESZÖV Jogi Irodánál, 1975-től 1981-ig a Richards Finomposztógyárban jogtanácsos. 1990 augusztusa és 1993 decembere között egyéni ügyvédként dolgozott.
1989 után a Történelmi Igazságtétel Bizottság tagja volt. 1990 és 1995 között a Szigethy Attila Alapítvány kuratóriumának igazgatója. Szerkesztésében jelent meg 1991-ben a Győr- Sopron megyeiek emlékeznek az 1956-os forradalomra című kötet.

## Kitüntetései
- Nagy Imre-emlékplakett (1994)
- Szent László-emlékérem (1995)
- 1956-os ezüst emlékérem (1996)
- Győr díszpolgára (1996)